# کسل هدینگهام
کسل هدینگهام (به انگلیسی: Castle Hedingham) یک روستا و محله مدنی در بریتانیا است که در Braintree واقع شده‌است. کسل هدینگهام ۱٬۲۰۱ نفر جمعیت دارد.